# بت فیر
بت فیر (انگلیسی: Betfair) یک شرکت آنلاین قمار شناخته شده در جهان است که مقر اصلی آن در همرسمیت در غرب لندن واقع است.